# Профессиональная этика
Профессиональная этика – это совокупность определенных обязанностей и норм поведения, поддерживающих моральный престиж профессиональных групп в обществе.
В задачи профессиональной этики входит выявление нравственных норм и оценок, суждений и понятий, характеризующих людей в роли представителей определенной профессии. Профессиональная этика вырабатывает нормы, стандарты, требования, характерные для определенных видов деятельности.
Профессиональная этика должна быть неотъемлемой составной частью подготовки каждого специалиста.
Содержание любой профессиональной этики складывается из общего и частного. Общие принципы профессиональной этики, базирующиеся на общечеловеческих нормах морали, предполагают:
- профессиональную солидарность (иногда перерождающуюся в корпоративность);
- особое понимание долга и чести;
- особую форму ответственности, обусловленную предметом и родом деятельности.

Частные принципы вытекают из конкретных условий, содержания и специфики той или иной профессии и выражаются, в основном, в моральных кодексах — требованиях по отношению к специалистам.
Профессиональная этика в системе организационного поведения формирует ориентиры совершенствования профессиональных отношений, предотвращения конфликтов, разрешения моральных дилемм, развития творческого начала, обеспечивая повышение эффективности труда и производства.

## Понятие профессиональной этики
Профессиональные этики, как правило, касаются лишь тех видов профессиональной деятельности, в которых наличествует разного рода зависимость людей от действий профессионала, то есть последствия или процессы этих действий оказывают особое влияние на жизнь и судьбы других людей или человечества. В связи с этим выделяются традиционные виды профессиональной этики, такие, как педагогическая, медицинская, юридическая, этика ученого, и сравнительно новые, появление или актуализация которых связаны с возрастанием роли «человеческого фактора» в данном виде деятельности (инженерная этика) или усилением его влияния в обществе (журналистская этика, биоэтика).
Профессионализм и отношение к труду являются важными качественными характеристиками морального облика личности. Они имеют первостепенное значение в личностной оценке индивида, но на различных этапах исторического развития их содержание и оценка существенно различались. В классово-дифференцированном обществе они определяются социальным неравенством видов труда, противоположностью умственного и физического труда, наличием привилегированных и непривилегированных профессий, зависят от степени классового самосознания профессиональных групп, источников их пополнения, уровня общей культуры индивида и так далее.
Профессиональная этика не является следствием неравенства в степени моральности различных профессиональных групп. Но к некоторым видам профессиональной деятельности общество предъявляет повышенные моральные требования. Есть такие профессиональные сферы, в которых сам процесс труда основывается на высокой согласованности действий его участников, обостряя потребность в солидарном поведении. Уделяется особое внимание моральным качествам работников тех профессий, которые связаны с правом распоряжаться жизнью людей, значительными материальными ценностями, некоторых профессий из сфер услуг, транспорта, управления, здравоохранения, воспитания и так далее. Здесь речь идет не о фактическом уровне моральности, а о долженствовании, которое, оставшись нереализованным, может каким-либо образом воспрепятствовать исполнению профессиональных функций.
Профессия — определённый вид трудовой деятельности, требующий необходимых знаний и навыков, приобретаемых в результате обучения и длительной трудовой практики.
Профессиональные виды этики — это те специфические особенности профессиональной деятельности, которые направлены непосредственно на человека в тех или иных условиях его жизни и деятельности в обществе.
Профессиональные моральные нормы — это руководящие начала, правила, образцы, эталоны, порядок внутренней саморегуляции личности на основе этико-гуманистических идеалов. Появление профессиональной этики во времени предшествовало созданию научных этических теорий о ней. Повседневный опыт, необходимость в регулировании взаимоотношений людей той или иной профессии приводили к осознанию и оформлению определённых требований профессиональной этики. Активную роль в становлении и усвоении норм профессиональной этики играет общественное мнение.
Профессиональная этика, возникнув первоначально как проявление повседневного, обыденного морального сознания, в дальнейшем уже развивалась на основе обобщенной практики поведения представителей каждой профессиональной группы. Эти обобщения суммировались как в писаных и неписаных кодексах поведения различных профессиональных групп, так и в форме теоретических выводов, что свидетельствовало о переходе от обыденного к теоретическому сознанию в сфере профессиональной морали.
Основными видами профессиональной этики являются: врачебная этика, педагогическая этика, этика ученого, этика права, предпринимателя (бизнесмена), инженера и т. д. Каждый вид профессиональной этики определяется своеобразием профессиональной деятельности, имеет свои специфические аспекты в реализации норм и принципов морали и в совокупности составляет профессиональный кодекс морали.

## Происхождение профессиональной этики
Выяснить происхождение профессиональной этики - это проследить взаимосвязь моральных требований с разделением общественного труда и возникновением профессии. На эти вопросы, много лет назад обращали внимание Аристотель, затем Конт, Дюркгейм. Они говорили о взаимосвязи разделения общественного труда с моральными принципами общества. Впервые материалистическое обоснование этих проблем дали К. Маркс и Ф. Энгельс.
Возникновение первых профессионально-этических кодексов относится к периоду ремесленного разделения труда в условиях становления средневековых цехов в XI-XII вв. Именно тогда впервые констатируют наличие в цеховых уставах ряда нравственных требований по отношению к профессии, характеру труда, соучастникам по труду.
Повседневный опыт, необходимость в регулировании взаимоотношений людей той или иной профессии приводили к осознанию и оформлению определенных требований профессиональной этики. Профессиональная этика, возникнув как проявление повседневного морального сознания, затем уже развивалась на основе обобщенной практики поведения представителей каждой профессиональной группы. 
Исходя из исторически сложившегося разделения труда, принято выделять этику ученого, актера, художника, предпринимателя (бизнесмена), инженера и т.д. Каждый вид профессиональной этики определяется своеобразием профессиональной деятельности, имеет свои специфические аспекты в реализации норм и принципов морали и в совокупности составляет профессиональный кодекс морали.

## Основные принципы профессиональной этики
Принципы дают конкретному работнику в любой организации концептуальную этическую платформу для решений, поступков, действий, взаимодействий и т.п.
Порядок рассматриваемых этических принципов не обусловливается их значимостью:
1. Общепринятым является центральное положение так называемого золотого стандарта: «В рамках служебного положения никогда не допускать по отношению к клиентам таких поступков, каких бы не желал видеть по отношению к себе[12].
2. справедливость при наделении работников необходимыми для их служебной деятельности ресурсами (денежными, сырьевыми, материальными и пр.);
3. обязательное исправление этического нарушения независимо от того, когда и кем оно было допущено;
4. служебное поведение и действия сотрудника признаются этичными, если они способствуют развитию организации (или ее подразделений) с моральной точки зрения;
5. действия работника или организации в целом этичны, если они хотя бы не нарушают этических норм;
6. этичным является терпимое отношение работников организации к моральным устоям, традициям и пр., имеющим место в других организациях, регионах, странах;
7. рекомендуется разумное сочетание индивидуального релятивизма* и этического релятивизма с требованиями общечеловеческой (универсальной) этики;
8. индивидуальное и коллективное начало равно признаваемы за основу при разработке и принятии решений в деловых отношениях;
9. не следует бояться иметь собственное мнение при решении любых служебных вопросов. Однако нонконформизм* как черта личности должен проявляться в разумных пределах;
10. никакого насилия, т.е. «нажима» на подчиненных, выражающегося в различных формах, например, в приказной, командной манере ведения служебного разговора;
11. постоянство воздействия, выражающееся в том, что этические стандарты могут быть внедрены в жизнь организации не единовременным приказом, а лишь с помощью непрекращающихся усилий со стороны и менеджера, и рядовых работников;
12. при воздействии (на коллектив, отдельного работника, на потребителя и пр.) учитывать силу возможного противодействия. Дело в том, что признавая ценность и необходимость этических норм в теории, многие работники, сталкиваясь с ними в практической повседневной работе, по той или иной причине начинают им противодействовать.
13. целесообразность авансирования доверием к чувству ответственности работника, к его компетенции, к чувству долга и т.п;
14. стремиться к бесконфликтности[13];
15. свобода, не ограничивающая свободы других; обычно этот принцип, хотя и в неявной форме, обусловлен должностными инструкциями;
16. работник должен не только сам поступать этично, но и способствовать такому же поведению своих коллег;
17. не критиковать конкурента. Имеется виду не только конкурирующая организация, но и «внутренний конкурент» – коллектив другого отдела, коллега в котором можно «усмотреть» конкурента.

Общий нравственный принцип человеческого общения содержится в категорическом императиве И. Канта: «Поступай так, чтобы максима твоей воли всегда могла иметь также и силу принципа всеобщего законодательства».

## Некоторые из направлений профессиональной этики
- Компьютерная этика
- Врачебная этика
- Юридическая этика
- Риэлторская этика
- Библиотечная этика
- Социальная этика
- Политическая этика
- Экологическая этика
- Деловая этика